# Impacto de la pandemia de COVID-19 en la industria de la música
La pandemia de COVID-19 ha tenido un impacto significativo en la industria de la música, reflejando sus impactos en todos los sectores de las artes. Se cancelaron o pospusieron numerosos eventos musicales, incluidos festivales de música, giras de conciertos, espectáculos de premios y similares. Mientras que algunos músicos y compositores pudieron usar el tiempo para crear nuevas obras, hubo un flujo de efectos en las muchas personas de apoyo que dependían de los artistas para sus ingresos. También se retrasaron varios lanzamientos de álbumes. Pollstar estimó que la pérdida total de ingresos de la industria de la música en vivo en 2020 fue de más de 30 mil millones de dólares.

## Festivales

### Cancelados
| Festival                                   | Ubicación                                                                                     | Detalles                                                                              | Fuente        |
| ------------------------------------------ | --------------------------------------------------------------------------------------------- | ------------------------------------------------------------------------------------- | ------------- |
| 80/35 Music Festival                       | Western Gateway Park, Des Moines, Iowa, U.S.                                                  | 2020 edición cancelada                                                                | [ 4 ]         |
| Afro Nation Puerto Rico                    | Balneario de Carolina, Carolina, Puerto Rico                                                  | 2020 edición cancelada.                                                               | [ 5 ]         |
| All Points East                            | Victoria Park, London, Reino Unido                                                            | 2020 edición cancelada.                                                               | [ 4 ]         |
| Asunciónico                                | Jockey Club, Asunción, Paraguay                                                               | Pospuesto hasta 2020.                                                                 | [ 6 ]         |
| Bassinthegrass                             | Darwin, Northern Territory, Australia                                                         | Reprogramado para el 15 de mayo de 2021.                                              | [ 7 ]         |
| BBC Radio 1's Big Weekend                  | Camperdown Park, Dundee, Escocia                                                              | 2020 edición cancelada.                                                               | [ 8 ]         |
| Beale Street Music Festival                | Tom Lee Park, Memphis, Tennessee, U.S.                                                        | Pospuesto. Reprogramado para 16-18 de octubre de 2020.                                | [ 9 ]         |
| Beyond Wonderland                          | NOS Events Center, San Bernardino, California, U.S.                                           | 2020 edición cancelada.                                                               | [ 10 ]        |
| Big Ears Festival                          | Knoxville, Tennessee, U.S.                                                                    | 2020 edición cancelada.                                                               | [ 11 ]        |
| Billboard LatinFest+                       | Las Vegas, Nevada, U.S.                                                                       | 2020 edición cancelada. Ganaddores anunciados de forma on line el 18 de mayo de 2020. | [ 12 ]        |
| Bonnaroo Music Festival                    | Great Stage Park, Manchester, Tennessee, U.S.                                                 |                                                                                       | [ 13 ]        |
| Boomtown                                   | Matterley Estate, Winchester, Hampshire, England                                              | 2020 edición cancelada.                                                               | [ 14 ]        |
| Boston Calling Music Festival              | Harvard Athletic Complex, Boston, Massachusetts, U.S.                                         | 2020 edición cancelada.                                                               | [ 15 ]        |
| BottleRock Napa Valley                     | Napa Valley Expo, Napa, California, U.S.                                                      |                                                                                       | [ 11 ]        |
| The BPM Festival: Miami                    | The Lawn at Island Gardens, Miami, Florida, U.S.                                              |                                                                                       | [ 4 ]         |
| British Summer Time                        | Hyde Park, London, England                                                                    | 2020 edición cancelada.                                                               | [ 16 ]        |
| BUKU Music + Art Project Festival          | Mardi Gras World, Nueva Orleans, Luisiana, U.S.                                               | 2020 edición cancelada.                                                               | [ 17 ]        |
| Bunbury Music Festival                     | Sawyer Point Park & Yeatman's Cove, Cincinnati, Ohio, U.S.                                    | 2020 edition cancelled.                                                               | [ 11 ]        |
| Burger Boogaloo                            | Mosswood Park, Oakland, California, U.S.                                                      |                                                                                       | [ 4 ]         |
| Byron Bay Bluesfest                        | Byron Bay, New South Wales, Australia                                                         | 2020 edición cancelada.                                                               | [ 18 ]        |
| C2C: Country to Country                    | The O2 Arena, London, England and The SSE Hydro, Glasgow, Scotland 3Arena, Dublín, Irlanda    | Reprogramado para 12–14 de marzo de 2021.                                             | [ 5 ]         |
| California Roots Music and Arts Festival   | Monterey County Fairgrounds, Monterey, California, U.S.                                       | Reprogramado para el 9–11 de octubre de 2020.                                         | [ 19 ]        |
| Calle Ocho Festival                        | Little Havana, Miami, Florida, U.S.                                                           | 2020 edición cancelada                                                                | [ 20 ]        |
| Cape Town International Jazz Festival      | Cape Town, South Africa                                                                       |                                                                                       | [ 21 ]        |
| CMA Music Festival                         | Nashville, Tennessee, U.S.                                                                    | 2020 edición cancelada                                                                | [ 22 ]        |
| CMC Rocks QLD                              | Willowbank Raceway, Ipswich, Queensland, Australia                                            | 2020 edición cancelada                                                                | [ 11 ]        |
| Coachella Valley Music and Arts Festival   | Empire Polo Club, Indio, California, U.S.                                                     |                                                                                       | [ 23 ]        |
| Dark Mofo                                  | Hobart, Tasmania, Australia                                                                   | 2020 edición cancelada                                                                | [ 11 ]        |
| Download Festival Australia                | Melbourne Showgrounds, Melbourne, Victoria and The Domain, Sídney, New South Wales, Australia | 2020 edición cancelada                                                                | [ 24 ]        |
| Download Festival Japan                    | Chiba City y Osaka, Japan                                                                     |                                                                                       | [ 25 ]        |
| Download Festival UK                       | Donington Park, Derbyshire, England                                                           | Reprogramada para 4–6 de junio de 2021.                                               | [ 26 ]        |
| Eden Festival                              | Raehills Meadows, Moffat, Dumfries and Galloway, Scotland                                     | 2020 edition cancelled                                                                | [ 27 ]        |
| Dreamville Festival                        | Dorothea Dix Park, Raleigh, North Carolina, U.S.                                              | 2020 edición cancelada                                                                | [ 28 ]        |
| Electric Daisy Carnival                    | Las Vegas Motor Speedway, Las Vegas, Nevada, U.S.                                             |                                                                                       | [ 29 ]        |
| Epicenter                                  | Charlotte Motor Speedway, Concord, North Carolina, U.S.                                       | 2020 edición cancelada                                                                | [ 30 ]        |
| Essence Music Festival                     | Mercedes-Benz Superdome, Nueva Orleans, Luisiana, U.S.                                        | 2020 edición cancelada                                                                | [ 11 ] [ 31 ] |
| Estéreo Picnic Festival                    | Bogotá, Colombia                                                                              |                                                                                       | [ 32 ]        |
| Firefly Music Festival                     | The Woodlands de Dover International Speedway, Dover, Delaware, U.S.                          | 2020 edición cancelada                                                                | [ 11 ]        |
| Flow Festival                              | Suvilahti, Helsinki, Finland                                                                  | 2020 edición cancelada                                                                | [ 33 ]        |
| Forecastle Festival                        | Louisville Waterfront Park, Louisville, Kentucky, U.S.                                        | 2020 edición cancelada.                                                               | [ 34 ]        |
| Gathering of the Juggalos                  | Nelson Kennedy Ledges State Park, Garrettsville, Ohio, U.S.                                   | 2020 edición cancelada.                                                               | [ 35 ]        |
| Glastonbury Festival                       | Pilton, Somerset, England                                                                     | 2020 y 2021 edición cancelada                                                         | [ 36 ] [ 37 ] |
| Governors Ball Music Festival              | Randalls Island, New York City, New York, U.S.                                                | 2020 edition cancelled.                                                               | [ 11 ]        |
| Hammersonic Festival                       | Carnaval Beach Ancol, Yakarta, Indonesia                                                      | Reprogramada para el 15–17 de enero de 2021.                                          | [ 38 ]        |
| Hangout Music Festival                     | Gulf Shores, Alabama, U.S.                                                                    | 2020 edición cancelada.                                                               | [ 39 ]        |
| Isle of Wight Festival                     | Seaclose Park, Newport, Isle of Wight, England                                                | 2020 edición cancelada.                                                               | [ 11 ]        |
| Istanbul International Jazz Festival       | Estambul, Turquía                                                                             |                                                                                       | [ 40 ]        |
| Killin Music Festival                      | Killin, Escocia                                                                               | Postponed to June 18–20, 2021.                                                        | [ 41 ]        |
| Knockengorroch                             | Galloway, Escocia                                                                             |                                                                                       | [ 42 ]        |
| Korea Times Music Festival                 | Hollywood Bowl, Los Ángeles, California, EE. UU.                                              |                                                                                       | [ 43 ]        |
| La Linea – The London Latin Music Festival | London, England                                                                               | Reprogramado el 4 de septiebmre, 19 de octubre de 2020.                               | [ 11 ]        |
| Life Is Beautiful Music & Art Festival     | Downtown Las Vegas, Nevada, U.S.                                                              | 2020 edición cancelada.                                                               | [ 44 ]        |
| Lightning in a Bottle                      | Buena Vista Lake, California, U.S.                                                            | 2020 edición cancelada. Festival Virtual                                              | [ 45 ] [ 46 ] |
| Lockn' Festival                            | Oak Ridge Farm, Arrington, Virginia, U.S.                                                     | Reprogramado para el 1–3 de octubre de 2021.                                          | [ 47 ]        |
| Lollapalooza Argentina                     | Hipódromo de San Isidro, Buenos Aires, Argentina                                              |                                                                                       | [ 48 ]        |
| Lollapalooza Brazil                        | Autódromo de Interlagos, São Paulo, Brasil                                                    |                                                                                       | [ 49 ]        |
| Lollapalooza Chile                         | O'Higgins Park, Santiago, Chile                                                               | Rescheduled to November 27–29, 2020.                                                  | [ 48 ]        |
| Longitude Festival                         | Marlay Park, Dublín, Irlanda                                                                  | 2020 edición cancelada.                                                               | [ 50 ]        |
| Lowlands                                   | Biddinghuizen, Países Bajos                                                                   | 2020 edición cancelada.                                                               | [ 51 ]        |
| Lost & Found Festival                      | St. Paul's Bay, Malta                                                                         | 2020 edición cancelada.                                                               | [ 52 ]        |
| March Madness Music Festival               | Centennial Olympic Park, Atlanta, Georgia, U.S.                                               |                                                                                       | [ 5 ]         |
| Mawazine                                   | Rabat, Morocco                                                                                | 2020 edición cancelada.                                                               | [ 53 ]        |
| Melbourne Jazz Festival                    | Melbourne, Victoria, Australia                                                                | 2020 edición cancelada.                                                               | [ 11 ]        |
| Meltdown Festival                          | Southbank Centre, London, England                                                             | 2020 edition cancelled.                                                               | [ 4 ]         |
| Mission Creek Festival                     | Englert Theatre, Iowa City, Iowa, U.S.                                                        | 2020 edición cancelada.                                                               | [ 5 ]         |
| Montreal Jazz Festival                     | Montreal, Quebec, Canadá                                                                      | 2020 edición cancelada.                                                               | [ 4 ]         |
| Montreux Jazz Festival                     | Montreux, Suiza                                                                               | 2020 edición cancelada.                                                               | [ 54 ]        |
| Mountain Jam                               | Bethel Woods Center for the Arts, Bethel, New York, U.S.                                      | 2020 edición cancelada.                                                               | [ 11 ]        |
| Movement Electronic Music Festival         | Philip A. Hart Plaza, Detroit, Míchigan, EE. UU.                                              | Reprogramado para 11–13 de septiembre de 2020.                                        | [ 55 ]        |
| MusicNOW Festival                          | Cincinnati, Ohio, U.S.                                                                        | 2020 edition cancelled.                                                               | [ 4 ]         |
| New Orleans Jazz & Heritage Festival       | Nueva Orleans, Luisiana, U.S.                                                                 | 2020 edición cancelada.                                                               | [ 56 ]        |
| Newport Folk Festival                      | Fort Adams State Park, Newport, Rhode Island, U.S.                                            | 2020 edición cancelada.                                                               | [ 57 ]        |
| Newport Jazz Festival                      | Fort Adams State Park, Newport, Rhode Island, U.S.                                            | 2020 edición cancelada.                                                               | [ 57 ]        |
| Ojai Music Festival                        | Ojai, California, U.S.                                                                        | 2020 edición cancelada.                                                               | [ 58 ]        |
| Oslo Sommertid                             | Bjølsenfeltet, Oslo, Norway                                                                   | 2020 edición cancelada.                                                               | [ 59 ]        |
| Ottawa Jazz Festival                       | Ottawa, Ontario, Canadá                                                                       | 2020 edición cancelada.                                                               | [ 4 ]         |
| Pal Norte                                  | Fundidora Park, Monterrey, Nuevo León, México                                                 | 2020 edition cancelled.                                                               | [ 60 ]        |
| Parklife Festival                          | Heaton Park, Mánchester, Reino Unido                                                          | 2020 edición cancelada.                                                               | [ 4 ]         |
| Primavera Sound Barcelona                  | Parc del Fòrum, Barcelona, Catalonia, Spain                                                   | 2020 edition cancelled.                                                               | [ 11 ]        |
| Primavera Sound Porto                      | Parque da Cidade, Porto, Portugal                                                             | 2020 edición cancelada.                                                               | [ 61 ]        |
| Pulp Summer Slam                           | Mall of Asia Arena, Bay City, Pasay, Philippines                                              | 2020 edición cancelada.                                                               | [ 62 ]        |
| Rakrakan Festival                          | CCP Open Grounds, Pasay, Philippines                                                          |                                                                                       | [ 63 ]        |
| Rock am Ring                               | Nürburgring, Nürburg, Rhineland-Palatinate, Germany                                           | 2020 edition cancelled.                                                               | [ 64 ]        |
| Rock im Park                               | Zeppelinfeld, Núremberg, Baviera, Germany                                                     | 2020 edition cancelled.                                                               | [ 64 ]        |
| Rock in Rio                                | Bela Vista Park, Lisbon, Portugal                                                             | Reprogramada para 19–20 junio y 26–27 de junio de 2021                                | [ 65 ]        |
| Rock the Ocean's Tortuga Music Festival    | Fort Lauderdale Beach Park, Fort Lauderdale, Florida, U.S.                                    | Reprogramada 2–4 de octubre de 2020                                                   | [ 11 ]        |
| Rock Werchter                              | Festivalpark, Werchter, Bélgica                                                               | 2020 edición cancelada.                                                               | [ 66 ]        |
| Roskilde Festival                          | Roskilde, Dinamarca                                                                           | 2020 edición cancelada.                                                               | [ 67 ]        |
| Shambhala                                  | Salmo, British Columbia, Canadá                                                               | 2020 edición cancelada.                                                               | [ 68 ]        |
| Snowbombing                                | Mayrhofen, Tyrol, Austria                                                                     | 2020 edición cancelada.                                                               | [ 69 ]        |
| Sónar Hong Kong                            | Hong Kong Science Park, Tai Po, New Territories, Hong Kong                                    |                                                                                       | [ 70 ]        |
| South by Southwest                         | Austin, Texas, U.S.                                                                           | 2020 edición cancelada.                                                               | [ 71 ]        |
| Splendour in the Grass                     | North Byron Parklands, Yelgun, New South Wales, Australia                                     | Reprogramada 23–25 de octubre de 2020.                                                | [ 72 ]        |
| Stagecoach Festival                        | Empire Polo Club, Indio, California, U.S.                                                     | 2020 edición cancelada.                                                               | [ 23 ]        |
| Summerfest                                 | Henry Maier Festival Park, Milwaukee, Wisconsin, U.S.                                         | 2020 Edición cancelada                                                                | [ 73 ] [ 74 ] |
| SunFest                                    | West Palm Beach, Florida, U.S.                                                                | 2020 edición cancelada.                                                               | [ 75 ]        |
| Tallinn Music Week                         | Tallin, Estonia                                                                               | Reprogamada para agosto de 2020.                                                      | [ 29 ]        |
| Texas Music Revolution                     | Amphitheater at Oak Point Park, Plano, Texas, U.S.                                            | Reproagamada para el 31 julio y el 1 de agosto de 2020.                               | [ 11 ]        |
| Tomorrowland                               | Boom, Antwerp, Bélgica                                                                        | 2020 edición cancelada.                                                               | [ 76 ]        |
| Tomorrowland Winter                        | Alpe d'Huez, Francia                                                                          | 2020 edición cancelada                                                                | [ 77 ]        |
| Towersey Festival                          | Thame, Oxfordshire, Reino Unido                                                               | 2020 edición cancelada.                                                               | [ 78 ]        |
| Treefort Music Fest                        | Boise, Idaho, U.S.                                                                            | Reporagamada para 23–27 de septiembre de 2020.                                        | [ 79 ]        |
| Ultra Music Festival                       | Bayfront Park, Miami, Florida, U.S.                                                           | 2020 edición cancelada.                                                               | [ 80 ]        |
| Ultra Abu Dhabi                            | Du Arena, Abu Dhabi, United Arab Emirates                                                     | 2020 edición cancelada.                                                               | [ 11 ]        |
| Wacken Open Air                            | Wacken, Schleswig-Holstein, Germany                                                           | 2020 edición cancelada.                                                               | [ 64 ]        |
| Wanderland Music and Arts Festival         | Filinvest City Event Grounds, Muntinlupa, Philippines                                         |                                                                                       | [ 81 ]        |
| Waterfront Blues Festival                  | Tom McCall Waterfront Park, Portland, Oregón, U.S.                                            | 2020 edición cancelada.                                                               | [ 82 ]        |
| Welcome to Rockville                       | Daytona International Speedway, Daytona Beach, Florida, U.S.                                  | 2020 edición cancelada.                                                               | [ 83 ]        |
| WOMAD Charlton Park                        | Charlton Park, Malmesbury, Wiltshire, England                                                 | 2020 edición cancelada.                                                               | [ 84 ]        |
| WOO HAH!                                   | Safaripark Beekse Bergen, Hilvarenbeek, Netherlands                                           | Reprogramado para 9–11 de julio de 2021.                                              | [ 85 ]        |

## Lanzamientos de álbumes
Varios artistas musicales retrasaron los lanzamientos de álbumes debido a la pandemia. El Record Store Day, que habría visto el lanzamiento de varias reediciones y material exclusivo, fue reprogramado del 18 de abril al 20 de junio. En contraste, algunos actos musicales, como Dua Lipa, Sufjan Stevens y Laura Marling, avanzaron las fechas de lanzamiento de sus próximos álbumes. Otros, como Nine Inch Nails, Phish, X y Fiona Apple, lanzaron nuevos álbumes con poca o ninguna notificación previa. Muchos álbumes han retrasado las fechas de lanzamiento como resultado de la pandemia, que incluyen:
| Artistas                          | Título del Álbum                                  | Fecha              | Postergado       | Cita   |
| --------------------------------- | ------------------------------------------------- | ------------------ | ---------------- | ------ |
| The 1975                          | Notes on a Conditional Form                       | 24 de abril        | 22 de mayo       | [ 90 ] |
| Biffy Clyro                       | A Celebration of Endings                          | 15 de mayo         | 14 de agosto     | [ 91 ] |
| Luke Bryan                        | Born Here, Live Here, Die Here                    | 24 de abril        | 7 de agosto      | [ 92 ] |
| Carach Angren                     | Franckensteina Strataemontanus                    | 29 de mayo         | 26 de junio      | [ 93 ] |
| Deep Purple                       | Whoosh!                                           | 12 de junio        | 7 de agosto      | [ 94 ] |
| The Chicks                        | Gaslighter                                        | 1 de mayo          | 17 de junio      | [ 95 ] |
| DMA's                             | The Glow                                          | 24 de abril        | 10 de julio      | [ 91 ] |
| Jarv Is                           | Beyond the Pale                                   | 1 de mayo          | 4 de septiembre  |        |
| Liam Gallagher                    | MTV Unplugged                                     | 24 de abril        | TBA              |        |
| Haim                              | Women in Music Pt. III                            | 24 de abril        | 26 de junio      | [ 96 ] |
| Hinds                             | The Prettiest Curse                               | 3 de abril         | 5 de junio       |        |
| Adele                             | Untitled fourth studio album                      | Septiembre de 2020 | TBA              |        |
| Alicia Keys                       | Alicia                                            | 20 de marzo        | TBA              |        |
| The Killers                       | Imploding the Mirage                              | 29 de mayo         | 21 de agosto     |        |
| Lady Gaga                         | Chromatica                                        | 10 de abril        | 29 de mayo       |        |
| Bettye LaVette                    | Blackbirds                                        | 8 de mayo          | 28 de agosto     |        |
| The Lemon Twigs                   | Songs for the General Public                      | 1 de mayo          | 21 de agosto     |        |
| Declan McKenna                    | Zeros                                             | 15 de mayo         | 21 de agosto     |        |
| Alanis Morissette                 | Such Pretty Forks in the Road                     | 1 de mayo          | 31 de julio      |        |
| Willie Nelson                     | First Rose of Spring                              | 24 de abril        | 3 de julio       |        |
| Nick Mason's Saucerful of Secrets | Live at the Roundhouse                            | 17 de abril        | 18 de septiembre |        |
| The Pretenders                    | Hate for Sale                                     | 1 de mayo          | 17 de julio      |        |
| Margo Price                       | That's How Rumors Get Started                     | 8 dr mayo          | 10 de mayo       |        |
| Protomartyr                       | Ultimate Success Today                            | 29 de mayo         | 17 de julio      |        |
| The Psychedelic Furs              | Made of Rain                                      | 1 de mayo          | 31 de julio      |        |
| Sam Smith                         | Currently untitled (previously titled To Die For) | 1 de mayo          | TBA              |        |
| Steven Wilson                     | The Future Bites                                  | 12 de junio        | 29 de septiembre |        |
| Throwing Muses                    | Sun Racket                                        | 22 de mayo         | 4 de septiembre  |        |
| Rufus Wainwright                  | Unfollow the Rules                                | 24 de abril        | 10 dr julio      | [ 97 ] |
| Phantom Planet                    | Devastator                                        | 8 de mayo          | 18 de junio      |        |
| Weezer                            | Van Weezer                                        | 15 de mayo         | TBA              |        |
| Bon Jovi                          | Bon Jovi: 2020                                    | 15 de mayo         | 2 de octubre     |        |
| OneRepublic                       | Human                                             | 1 de mayo          | TBA              | [ 98 ] |
| Billy Ocean                       | One World                                         | 17 de abril        | 4 de septiembre  | [ 99 ] |

## Actuaciones virtuales
Muchos artistas eligieron transmitir presentaciones en línea. Se organizaron conciertos virtuales, como el iHeart Living Room Concert for America y Together at Home, para proporcionar entretenimiento al público y crear métodos de sensibilización para combatir el virus, especialmente el distanciamiento social. Artistas como Christine and the Queens, Ben Gibbard y Katharine McPhee transmiten actuaciones diarias en vivo desde sus hogares. Varias bandas importantes como Pink Floyd, Radiohead y Metallica ofrecieron transmisiones en vivo gratuitas de conciertos de archivo, al igual que varias en la escena de la banda de jam, incluyendo Phish, Dead & Company, Widespread Panic y The String Cheese Incident.
El 27 de mayo de 2020, One Love Asia reúne a todos los artistas y Youtubers para actuar en un gran concierto virtual para sanar al mundo contra el coronavirus y promover el bienestar de todas las personas.
El 31 de diciembre de 2020, en Corea del Sur, SM Entertainment creó el concierto en línea “SMTown Culture Humanity” de forma gratuita para todo el mundo, que ayuda a crear conciencia y esperanza para un nuevo año tan difícil por la pandemia.

## Canciones y grabaciones inspiradas en la pandemia COVID-19 y sus efectos
| Artistas | Canciones                                                        | Datos | Cita                    |
| --- | ---------------------------------------------------------------- | --- | ----------------------- |
| BNK48 & CGM48 | "Touch by Heart"                                                 | Un sencillo benéfico de BNK48 y CGM48 que está dedicado a todos los líderes y pacientes que sobrevivieron a la pandemia de COVID-19. Tiene 8 versiones que fueron realizadas por los miembros de los grupos. Todos los miembros realizaron una versión especial en dos grupos hermanos, la versión tailandesa para los líderes de BNK48 y CGM48, las versiones Grab, inglés, japonés e isan para los miembros seleccionados de la primera generación, la versión Lanna para todos los miembros de CGM48 y la versión china para los miembros seleccionados en las 2 generaciones de BNK48. |                         |
| SB19 | "Ikako"                                                          | Una canción SB19 que anima a los filipinos a elevar su actitud positiva a pesar de la pandemia de COVID-19 y otras malas noticias que ya sucedieron este año. |                         |
| Adam Sandler | "The Quarantine Song"                                            | | [ 102 ]                 |
| Avril Lavigne | "We Are Warriors"                                                | | [ 103 ]                 |
| BTS | "Life Goes On"                                                   | | [ 104 ]                 |
| Buddy Brown | "The Coronavirus Song"                                           | | [ 105 ]                 |
| Cardi B e iMarkkeyz | "Coronavirus (Remix)"                                            | Remix del DJ de Brooklyn iMarkkeyz de un video de Instagram publicado por el rapero Cardi B. | [ 106 ]                 |
| Kim Chiu | "Bawal Lumabas"                                                  | Una declaración de Kim Chiu sobre la controversia de renovación de franquicia de la pandemia COVID-19 y la franquicia ABS-CBN que se convirtió en una canción, que ahora es un desafío de baile para los usuarios de Youtube y Tiktok. |                         |
| Julie Anne San José | "Pagbangon"                                                      | Un sencillo benéfico de GMA News and Public Affairs que está dedicado a todos los líderes y pacientes que sobrevivieron a la pandemia de COVID-19 para crear conciencia contra el virus. También es una conmemoración de la campaña del 70 aniversario de GMA Network, Buong Puso Para Sa Pilipino. |                         |
| Morissette | "Phoenix"                                                        | El vídeo musical de la canción es un festín audiovisual, con la voz clara y potente de Morissette, así como sorprendentes componentes visuales y una narración sobre cómo un entorno apagado y sin vida durante la pandemia de COVID-19 podía cambiar gracias a la esperanza y el azar. | [ 107 ]                 |
| Jamie Rivera, Iñigo Pascual, Julie Anne San José, Jed Madela, Robert Seña, Isay Alvarez-Seña, Mark Bautista, Rita Daniela, Gary Valenciano, Paolo Valenciano, KZ Tandingan, Aicelle Santos, Ogie Alcasid, Menchu Lauchengco, Michael Williams, Alden Richards, Ken Chan, Christian Bautista, Sarah Geronimo, Martin Nievera, Pops Fernandez, Bamboo Manalac, Apl.de.ap, Lani Misalucha, and Lea Salonga | "We Heal as One"                                                 | Una canción de la canción del tema de los Juegos del Sudeste Asiático de 2019, "We win as one" interpretada por Lea Salonga. Una oferta de canciones reunió a todos los cantantes de OPM para crear conciencia contra el virus de la pandemia COVID-19 y dedicar esta canción a todos los líderes que arriesgaron sus vidas para curar a otros. GMA News and Public Affairs, particularmente Jessica Soho, es la primera en promocionar esta canción. Es producido por Floy Quintos y compuesto por Ryan Cayabyab. También es una conmemoración de la campaña del 70 aniversario de GMA Network, Buong Puso Para Sa Pilipino. |                         |
| AKB48 | "離れていても" "Hanareteitemo" (Even when we are Apart)          | Un sencillo benéfico de AKB48 que está dedicado a todas las personas de primera línea y pacientes que sobrevivieron a la pandemia de COVID-19. Esta canción trajo a todos sus miembros actuales, además de todos los ases anteriores de todo el grupo. Jurina Matsui es el único miembro activo que no pertenece a AKB48 y miembro de SKE48 que forma parte de esta canción, así como Sayaka Yamamoto, graduada de NMB48 y Rino Sashihara, ex as y exalumno de AKB48 y HKT48. |                         |
| Namewee y músicos, cantantes de Malasya | "Ok Lah"                                                         | Una canción dedicada a todos los soldados de primera línea y a los pacientes que sobrevivieron a la pandemia de COVID-19. También está relacionada con el Ministerio de Sanidad de Malasia, que ha impuesto una orden de control de movimientos para detener la propagación del COVID-19. | [ 108 ]                 |
| Anonymotif y Justin Trudeau | "Speaking Moistly"                                               | Press conference remarks by Canadian prime minister Trudeau served as basis for YouTube remix by Edmonton-based producer anonymotif (Brock Tyler). | [ 109 ]                 |
| Stronger Together, Tous Ensemble | "Lean on Me"                                                     | Interpretación bilingüe de la canción de Bill Withers realizada en el concierto benéfico canadiense Stronger Together, Tous Ensemble. Single lanzado a beneficio de Cruz Roja Canadiense. Iniciado por Tyler Shaw y Fefe Dobson; cuenta con la participación de Michael Bublé, Justin Bieber, Avril Lavigne, Bryan Adams y otros. | [ 110 ]                 |
| Cardi B e iMarkkeyz | "Coronavirus (Remix)"                                            | Remix por Brooklyn DJ iMarkkeyz | [ 111 ]                 |
| Michael Ball y Captain Tom Moore | "You'll Never Walk Alone"                                        | Recaudación de fondos británica a beneficio de NHS Charities Together, grabada por el actor y cantante Ball, el veterano de la Segunda Guerra Mundial Moore y el coro NHS Voices of Care. La canción alcanzó el número 1 en el Reino Unido el 24 de abril de 2020, días antes de que Moore celebrara su centenario. | [ 112 ]                 |
| Pat Benatar y Neil Giraldo | "Together"                                                       | | [ 113 ]                 |
| Alec Benjamin | "Six Feet Apart"                                                 | Las letras se refieren al cumplimiento de las directrices de distanciamiento social. | [ 114 ]                 |
| David Bisbal y Aitana | "Si tú la quieres"                                               | | [ 115 ]                 |
| James Blunt | "The Greatest"                                                   | | [ 116 ]                 |
| Bono, will.i.am, Jennifer Hudson y Yoshiki | "#Sing4Life"                                                     | | [ 117 ]                 |
| Brujería | "COVID-666"                                                      | | [ 118 ]                 |
| Koffee | "Lockdown"                                                       | |                         |
| Buddy Brown | "The Coronavirus Song"                                           | | [ 119 ]                 |
| Michael Bublé, Barenaked Ladies y Sofia Reyes | "Gotta Be Patient"                                               | | [ 120 ]                 |
| Jackie Chan, Xiao Zhan, Wang Leehom y otros | "坚信爱会赢" (Believe Love Will Triumph)                         | Colaboración entre artistas chinos. | [ 121 ]                 |
| Mister Cumbia | "La Cumbia del Coronavirus"                                      | | [ 122 ]                 |
| New Kids on the Block | "House Party"                                                    | Featuring Boyz II Men, Big Freedia, Naughty by Nature and Jordin Sparks. | [ 123 ]                 |
| NIOEH, vi, Min y Erik | "Ghen Cô Vy"                                                     | Song doubling as a public service announcement, issued by Vietnam's National Institute of Occupational and Environmental Health to encourage COVID-19 hygiene measures. An English-language version was also released. | [ 124 ]                 |
| OneRepublic | "Better Days"                                                    | Publicado a beneficio MusiCares Foundation. | [ 125 ]                 |
| Piso 21 | "Tomar distancia"                                                | Title is Spanish for "Keep your distance". | [ 126 ]                 |
| Pitbull | "I Believe That We Will Win (World Anthem)"                      | Released in aid of various charities around the world according to the music video. | [ 127 ]                 |
| Psychs | "Spreadin' (Coronavirus)"                                        | | [ 128 ]                 |
| Queen and Adam Lambert | "We Are the Champions"                                           | Revised version, released in aid of COVID-19 Solidarity Response Fund. | [ 129 ]                 |
| A. R. Rahman and Prasoon Joshi | "Hum Haar Nahi Maanenge"                                         | Single released by Indian composer Rahman, lyricist Joshi and other Indian performers in aid of PM CARES Fund. | [ 130 ]                 |
| Selena Gomez | "Dance Again"                                                    | As part of a donation by MusiCares for the MusiCares COVID-19 Relief Fund. | [ 131 ]                 |
| Jaden Smith | "Cabin Fever"                                                    | | [ 132 ]                 |
| Reignwolf | "Cabin Fever"                                                    | | [ 133 ]                 |
| Residente | "Antes que el mundo se acabe"                                    | | [ 134 ]                 |
| Resistiré 2020 | "Resistiré"                                                      | | [ 135 ]                 |
| Resistiré México | "Resistiré"                                                      | All-star Mexican cover version of Dúo Dinámico's 1988 hit. Performers include Belinda, Cristian Castro and Gloria Trevi. | [ 136 ]                 |
| Taylor Swift | "Epiphany"                                                       | From her album Folklore (2020), recorded during the COVID-19 lockdowns | [ 137 ]                 |
| Stunna 4 Vegas | "Covid-19"                                                       | From his album Welcome to 4 Vegas (2020) | [ 138 ]                 |
| Thomas Rhett | "Be a Light"                                                     | Features Keith Urban, Reba McEntire, Hillary Scott and Chris Tomlin. In aid of MusiCares COVID-19 Relief Fund. | [ 139 ]                 |
| The Rolling Stones | "Living in a Ghost Town"                                         | Mick Jagger fast-tracked the release of the song due to its relevance to social distancing and changed some lyrics to refer to the pandemic. | [ 140 ]                 |
| Molly Sandén, Victor Leksell and Joakim Berg | "Sverige"                                                        | Cover version of 2002 song by Berg's band Kent. Released in aid of Sweden's Radiohjälpen's (Radio Aid) campaign for coronavirus. | [ 141 ]                 |
| Adam Sandler | "The Quarantine Song"                                            | Hace debut como cantante en el The Tonight Show Starring Jimmy Fallon el 2 de abril de 2020. | [ 142 ]                 |
| Elenco de Pitch Perfect | "Love On Top"                                                    | Elenco de Pitch Perfect, interpretó una versión de la canción de Beyoncé. Grabada en aislamiento como parte de la caridad para Unicef, debido a la pandemia de COVID-19 y la explosión de Beirut. | [ 143 ]                 |
| Clairo | "Just for Today"                                                 | | [ 144 ]                 |
| Tix | "Karantene"                                                      | Lyrics refer to the COVID-19 lockdowns and quarantine measures. The song topped the Norwegian singles chart in April 2020. | [ 145 ]                 |
| Till Lindemann and David Garrett | "Alle Tage ist kein Sonntag"                                     | | [ 146 ]                 |
| Avenue Beat | "F2020"                                                          | Las letras hacen referencia a los acontecimientos del año 2020, incluida la pandemia de COVID-19. | [ 147 ]                 |
| Twenty One Pilots | "Level of Concern"                                               | | [ 148 ]                 |
| Tyga x Curtis Roach | "Bored in the House"                                             | | [ 149 ]                 |
| Chris Webby | "Quarantine (Freeverse)"                                         | | [ 150 ]                 |
| Weezer | "Hero"                                                           | La letra rinde homenaje a "los soñadores que se quedan en casa". | [ 151 ]                 |
| Yofrangel | "Corona Virus"                                                   | Lanzado el 9 de febrer de 2020, por la cantante dominica Yofrangel fue una de las primeras canciones sobre el tema. | [ 152 ]                 |
| Ladilla Rusa | "A un metro y medio de ti"                                       | Un himno techno-rumba en un mundo protagonizado por el Covid-19, habla de un amor imposible en la cola del supermercado. Aunque no querían escribir nada relacionado con la pandemia, estre drama makinero nace de una anécdota en la que tuvieron que separarse un metro y medio para fumar en la terraza de un bar. La historia de amor que narra la canción acaba de manera trágica: por tal de ser ciudadanos españoles ejemplares, los protagonistas jamás llegan a conocerse. El metro y medio y las medidas de seguridad impuestas por el gobierno, interrumpen su flechazo. | [ 153 ]                 |
| Coheed and Cambria | "Comatose" "Disappearing Act" "Love Murder One" "The Liars Club" | Varias canciones de su álbum Vaxis – Act II: A Window of the Waking Mind se inspiraron en el confinamiento de la pandemia. | [ 154 ]                 |
| Lea Salonga | "Dream Again"                                                    | Released on August 21, 2020, the single is "an anthem for resilience and hope and a reminder for all of us that dreamed once before that it’s time to dream again." The music video for the song features fans holding up signs of things they dream of doing again. Profits from the single were donated to charities supporting COVID-19 relief around the world, including The Actor's Fund. | [ 155 ]                 |
| Ben Rector | A Ben Rector Christmas                                           | Ante la falta de responsabilidades laborales durante la pandemia tras la cancelación de su gira, Rector centró toda su atención en su trabajo creativo. Reescribió la mayor parte de su próximo álbum, The Joy of Music'. Además, encontró tiempo para escribir un álbum navideño, un proyecto que siempre había soñado. La pandemia influiría en la letra de una de las canciones. "The Thanksgiving Song", with the line, "we’ve made it through / I do believe / the longest year in history." | [ 156 ] [ 157 ] [ 158 ] |
| Billy Pilgrim | In the Time Machine                                              | Al limpiar su casa durante la pandemia, el cantante de country Kristian Bush descubrió una copia de un álbum inédito de su antigua banda Billy Pilgrim, In the Time Machine. Habían asumido que las 500 copias del álbum se vendieron después de que las cintas maestras de las grabaciones se quemaran en un incendio en el estudio en 2000. Reformó a Billy Pilgrim con Andrew Hyra para reeditar el álbum. | [ 159 ]                 |
| Ana Leira Carnero | "Funeral Music for Pandemic's Fallen Heroes"                     | Una obra compuesta sentidamente en esta pandemia que azota a la humanidad... Un tributo musical a quienes dieron sus vidas por atender la salud de los pacientes. La compositora escogió una escritura tonal, en modo menor y de corte elegíaco, como lo más apropiado para llevar a cabo el homenaje. La pieza tiene forma de sonata, con un primer tema que expresa el dolor de las pérdidas humanas, un segundo tema que evoca el heroísmo de los caídos en el ejercicio de la profesión, y al final representa una lucha heroica, ya no por cuidar a los demás sino por salvar la vida propia, hasta que con las últimas notas acaece la muerte. Musicalmente pueden hallarse referencias a marchas fúnebres de Beethoven, Mendelssohn, Chopin y Alkan, así como alusiones también a tambores funerarios. | [ 160 ]                 |